# Momblona
Momblona – gmina w Hiszpanii, w prowincji Soria, w Kastylii i León, o powierzchni 22,91 km². W 2011 roku gmina liczyła 26 mieszkańców.